# تپه عظیم
تپه عظیم مربوط به دوران پیش از تاریخ ایران باستان - دوران‌های تاریخی پس از اسلام است و در شهرستان هرسین، روستای باقرآباد واقع شده و این اثر در تاریخ ۱۰ دی ۱۳۸۱ با شمارهٔ ثبت ۶۸۷۶ به‌عنوان یکی از آثار ملی ایران به ثبت رسیده است.